# Julian Bream
Pour les articles homonymes, voir Bream.
Julian Bream est un guitariste et luthiste virtuose britannique né à Battersea le 15 juillet 1933 et mort le 14 août 2020 dans le Wiltshire.

## Biographie
Son père, guitariste amateur, l'initie à cet instrument. Durant son enfance, Julian Bream admire en particulier Django Reinhardt qu'il découvre par l'écoute au disque à neuf ans.
À douze ans il donne son premier concert, puis est reçu au Royal College of Music de Londres en tant qu'étudiant de piano, violoncelle et harmonie. Il est présenté et étudie auprès d'Andrés Segovia. Il effectue son premier récital en 1947, à Cheltenham. Il débute alors une carrière de concertiste et commence parallèlement à s'intéresser au luth — en particulier à la musique élisabéthaine (en). Dès 1959 sa carrière prend une ampleur internationale.
Il s'est également fait connaître comme luthiste et a interprété des pièces sur cet instrument en solo, avec chant ou encore au sein du Julian Bream Consort créé en 1960. Il a ainsi contribué au regain d'intérêt envers le luth et la musique élisabéthaine.
En 1963, Benjamin Britten lui dédie Nocturnal after John Dowland, ce qui suscitera par la suite l'écriture de nombreuses autres pièces de la part d'autres compositeurs pour Bream.
En 1964, il est décoré par I'ordre de l’Empire britannique. Il recevra aussi quatre Grammy Awards. Il enregistrera à partir des années 1970 de manière prolifique.
Son répertoire s'étend de la musique de la Renaissance à la musique contemporaine et comprend à la fois des transcriptions et des œuvres composées pour la guitare. Parmi ces dernières, de nombreuses pièces ont été écrites à son intention par des compositeurs tels que Malcolm Arnold, Lennox Berkeley, Richard Rodney Bennett, Benjamin Britten, Leo Brouwer, Hans Werner Henze, Peter Maxwell Davies, Toru Takemitsu, Michael Tippett et William Walton.
Il fut très sérieusement blessé à un bras dans un accident de voiture en 1984 et a dû faire des efforts considérables pour retrouver sa technique par la suite.
Il prend sa retraite en 2002, tout en continuant à donner quelques concerts occasionnellement. Il reçoit le Gramophone Classical Music Awards en 2013 pour l'accomplissement de toute une vie.

## Discographie

### LP
- Julian Bream Plays Bach, Westminster
- 1965 : Julian Bream plays Bach, RCA
- 1970 : The Art of the Spanish Guitar, RCA, DPS
- 1970 : Julian Bream, RCA
- 1976 : Baroque Guitar, RCA
- 1976 : Popular Classics for Spanish Guitar, RCA
- 1976 : The Art of Julian Bream, RCA
- 1977 : Meister spielen Meister, RCA
- 1977 : Together, RCA
- 1977 : Together 2, RCA
- 1979 : Classic Guitar, RCA,
- 1979 : Julian Bream: Villa-Lobos, RCA
- 1979 : Live, RCA
- 1980 : Music of Spain, RCA
- 1981 : Music of Spain, vol. 4 : The Classical Heritage, RCA
- 1983 : Concierto de Aranjuez, RCA
- 1983 : Dedication, RCA
- 1983 : Music of Spain, vol.5 : Julian Bream plays Granados & Albeniz, RCA
- 1984 : Music of Spain, vol.8, RCA
- 1985 : Guitarra: The Guitar in Spain, RCA

### CD
- 1984 : A Celebration of Andres Segovia, RCA
- 1988 : Brouwer: Concerto Elegiaco, Rodrigo: Fantasia para un gentilhombre, RCA
- 1993 : Together, BMG
- 1993 : Nocturnal, EMI
- 1994 : J.S.Bach : Chaconne etc, EMI
- 1995 : Sonata, EMI

- 1993 : Julian Bream Edition, en 28 volumes, BMG
  - Vol.1 : The Golden Age of English Lute Music
  - Vol.2 : Lute Music from the Royal Courts of Europe
  - Vol.3 : Dances of Dowland
  - Vol.4 : The Woods so Wild
  - Vol.5 : Concertos & Sonatas for Lute
  - Vol.6 : The Julian Bream Consort
  - Vol.7 : Fantasies, Ayres & Dances
  - Vol.8 : Popular Classics for Spanish Guitar
  - Vol.9 : Baroque Guitar
  - Vol.10 : Classic Guitar
  - Vol.11 : Romantic Guitar
  - Vol.12 : Twentieth-Century Guitar 1
  - Vol.13 : Twentieth-Century Guitar 2
  - Vol.14 : Dedication
  - Vol.15 : Guitar Concertos
  - Vol.16 : Julian Bream & Friends
  - Vol.17 : Two Loves
  - Vol.18 : Music for Voice & Guitar
  - Vol.19 : Elizabethan Lute Songs
  - Vol.20 : J.S.Bach
  - Vol.21 : Villa-Lobos
  - Vol.22 : Guitar Concertos
  - Vol.23 : Music of Spain
  - Vol.24 : The Classical Heritage
  - Vol.25 : Music of Spain
  - Vol.26 : Music of Spain - La guitarra romantica
  - Vol.27 : Music of Spain - Guitarra
  - Vol.28 : Music of Spain - Rodrigo